# Bataille de Tannenberg (1914)
Pour les articles homonymes, voir Bataille de Tannenberg.
 (mai 2019).
Si vous disposez d'ouvrages ou d'articles de référence ou si vous connaissez des sites web de qualité traitant du thème abordé ici, merci de compléter l'article en donnant les références utiles à sa vérifiabilité et en les liant à la section « Notes et références ».
Front de l'Est, Première Guerre mondiale
Batailles
Front d'Europe de l’Est
- Stallupönen (08-1914)
- Gumbinnen (08-1914)
- Tannenberg (08-1914)
- Île d'Odensholm (08-1914)
- Lemberg (08-1914)
- Krasnik (08-1914)
- Komarów (08-1914)
- Lacs de Mazurie (I) (09-1914)
- Przemyśl (09-1914)
- Vistule (09-1914)
- Łódź (11-1914)
- Limanowa (12-1914)
- Bolimov (01-1915)
- Zwinin (02-1915)
- Lacs de Mazurie (II) (02-1915)
- Przasnysz (02-03-1915)
- Schaulen (04-07-1915)
- Gorlice-Tarnów (05-1915)
- Boug (06-08-1915)
- Narew (07-08-1915)
- Novogeorgievsk (08-1915)
- Varsovie (08-1915)
- Sventiany (09-1915)
- Lac Narotch (03-1916)
- Offensive Broussilov (06-1916)
- Offensive de Baranavitchy (07-1916)
- Turtucaia (09-1916)
- Offensive Flămânda (09-1916)
- Argeș (12-1916)
- Offensive Kerenski (07-1917)
- Bataille de Riga (09-1917)
- Opération Albion (09-10-1917)
- Mărășești (08-1917)
- Traité de Brest-Litovsk (03-1918)
- Traité de Brest-Litovsk (03-1918)
- Bakhmatch (03-1918)

Front d'Europe de l’Ouest
Front italien
Front des Balkans
Front du Moyen-Orient
Front africain
Bataille de l'Atlantique
La bataille de Tannenberg (maintenant Stębark en Pologne) a lieu du 26 au 30 août 1914. Elle voit la victoire décisive de la 8e armée allemande sur la 2e, puis la 1re armée de l'Armée impériale russe.
Cette bataille marque l'arrêt de l'avancée russe en Prusse-Orientale allemande. En revanche, en France, sur le front de l'Ouest, l'avancée de l'armée allemande est arrêtée deux semaines plus tard à la bataille de la Marne.
La première bataille de Tannenberg, en 1410, vit la victoire complète des Polonais et des Lituaniens contre les chevaliers Teutoniques. Ces deux batailles, à cinq siècles d'intervalle, confirment l'importance stratégique de la localité de Grunwald pour l'historiographie polonaise.

## Contexte
Les armées impériales russes envahissent la Prusse-Orientale avec Königsberg pour objectif. Le sort des armes est initialement favorable aux Russes en supériorité numérique. La première contre-attaque de l'armée impériale allemande est repoussée le 20 août à Gumbinnen. Après cette défaite, le commandant allemand du secteur Maximilian von Prittwitz ordonne la retraite sur la Vistule, concédant ainsi la totalité de la Prusse-Orientale aux Russes. Pour une telle action de fuite devant l'ennemi, il est démis du commandement, avant de passer en cour martiale. Le 23 août 1914, Paul von Hindenburg sort de sa retraite pour prendre le commandement de la 8e armée, accompagné d'Erich Ludendorff, remarqué pour ses exploits en Belgique mais trop jeune pour officiellement diriger une armée.
Ayant appris que les deux armées russes seraient séparées et que les deux généraux se détestent, les Allemands laissent une mince ligne de troupes face à la 1re armée de Pavel von Rennenkampf et coupent ensuite les lignes de ravitaillement et de retraite derrière la 2e armée, sous les ordres d'Alexandre Samsonov, qu'ils laissent avancer vers le nord.

## Plan de bataille

### Russes
La stratégie des Russes consiste à prendre en tenailles la 8e armée de Paul von Hindenburg. À l'est, Pavel von Rennenkampf avance lentement vers l'ouest et Samsonov referme le piège en remontant vers le nord à partir du « saillant polonais » (situé au sud de la Prusse-Orientale).
Après l'importante victoire de Rennenkampf à Gumbinnen, les Allemands sont en déroute sur toute la ligne. Cependant, les troupes de Rennenkampf sont incapables de poursuivre les fuyards. En effet, la campagne en Prusse-Orientale a été montée si rapidement que d'importants problèmes de logistique n'ont pas été réglés : les rations et les munitions peinent à parvenir au front. Les moyens de communication sont très médiocres et facilitent grandement la tâche des décrypteurs allemands pour percer les codes. Yakov Żyliński, commandant du front prussien, ne veut pas enlever à Samsonov la possibilité de refermer les tenailles. Il freine Rennenkampf pour ne pas hâter la fuite allemande et demande à la 2e armée de foncer vers le nord.
Pour Samsonov, il est impératif de faire le lien avec Rennenkampf sur le flanc droit. Il disperse ses forces sur près de 100 km, et ses ailes droites, gauche et centre sont largement séparées. La lenteur de ses troupes et l'état des routes rendent la situation menaçante. Poussant toujours vers le nord, il ne fait que s'enfoncer davantage dans le piège allemand.
À aucun moment, Rennenkampf ne tourne au sud pour venir en aide à Samsonov, mais il accentue plutôt son avance sur Königsberg. Bientôt, la 2e armée croule sous le poids des Allemands, toujours plus nombreux, qui l'encerclent. Les renforts russes tentent de lui venir en aide en attaquant la formation allemande autour de Samsonov, mais sans succès. Ils se replient donc vers la frontière polonaise, laissant Samsonov à son triste sort. Ce dernier opte alors pour le suicide plutôt que pour la capture. Le 30 août 1914, la 2e armée est entièrement annihilée, et 92 000 soldats russes sont faits prisonniers.

### Allemands

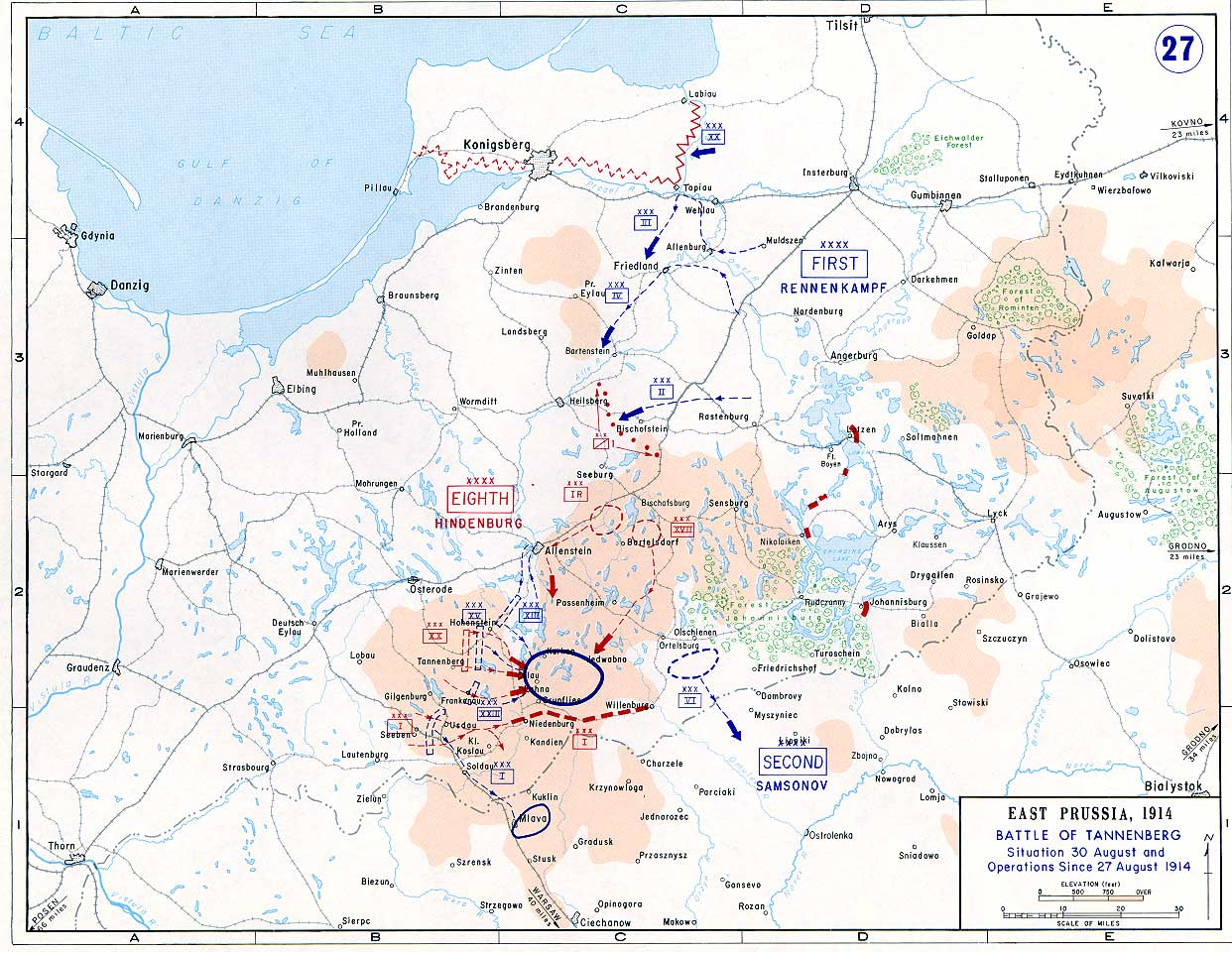
Bataille de Tannenberg, phase finale, du 27 au 30 août 1914.

À l'arrivée de Paul von Hindenburg au quartier général de la 8e armée, le 23 août, il n'y a pas réellement de stratégie. La retraite vers la Vistule est toutefois stoppée devant Rennenkampf. Max Hoffmann, qui avait été observateur de la guerre russo-japonaise, connaît la rivalité entre les deux généraux russes et l'indigence de leurs moyens de communications. Il sait que les échanges russes en clair ne sont pas de la déception militaire mais bien des communications réelles. Hindenburg est bien conscient qu'il lui est impossible d’affronter simultanément les forces de Samsonov et de Rennenkampf. Il envoie des avions de reconnaissance pour localiser précisément les deux armées russes et prend conscience que celles-ci sont trop loin l'une de l'autre pour s'aider. Il met en pratique le principe d'Alfred von Schlieffen en désengageant le plus de troupes possible en face de Rennenkampf et en les dirigeant vers le sud grâce à un excellent réseau de chemin de fer, afin de disposer de plus de forces pour affronter Samsonov, avant de se retourner ensuite contre Rennenkampf.
Trompé par ce qu'il croit être une retraite de l'ennemi sur Königsberg, Rennenkampf tourne au nord pour poursuivre cette armée fantôme. Les Allemands en profitent pour envoyer trois corps d'armée au sud contre la 2e armée russe et laissent seulement quelques troupes pour garder les arrières de la 1re armée russe, refermant ainsi les tenailles.
Un premier message intercepté par les Allemands leur confirme que Rennenkampf monte vers Königsberg et est trop loin pour aider Samsonov. Un second message montre que ce dernier croit encore que les Allemands sont en retraite vers la Vistule et qu'il est en train de poursuivre l'arrière-garde allemande. Hindenburg n’a alors qu'à fermer le piège autour de la 2e armée.
L'avance incessante de Samsonov est telle qu’il s'enfonce lui-même dans les tenailles et facilite le travail des Allemands. Une fois l'encerclement terminé, il ne reste plus qu'à exterminer le reste de la 2e armée. Le 29 août, avant même que la bataille ne soit terminée, Erich Ludendorff prépare déjà l’assaut au nord contre Rennenkampf, qui n'a toujours pas bougé.

## Forces en présence
Les deux armées russes comptent en tout environ 400 000 hommes tandis que les Allemands n'en ont que 200 000 au début de la bataille, renforcés ensuite par deux corps d'armée prélevés sur le front de l'Ouest.

Forces en présence
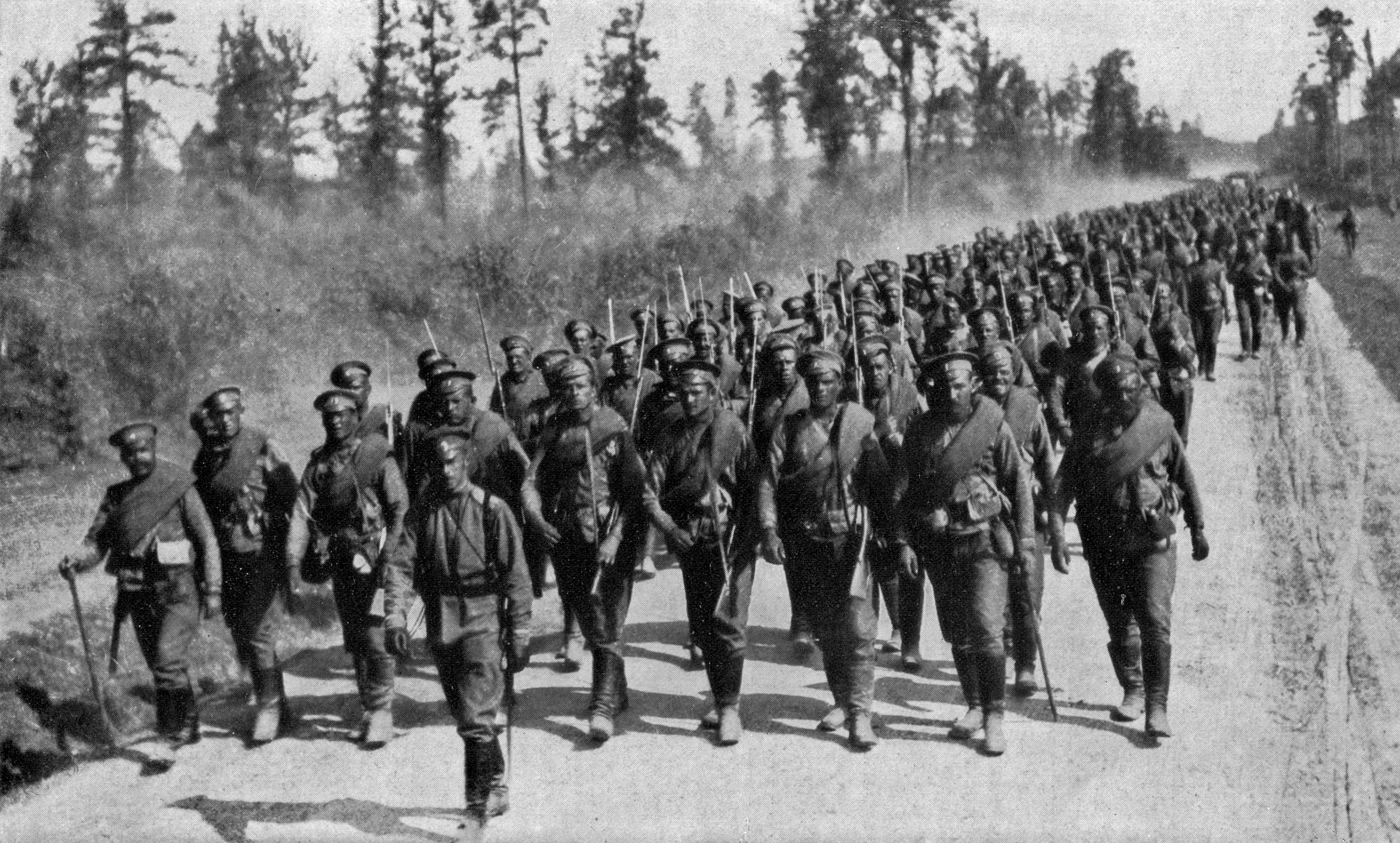
Soldats russes en route pour le front.
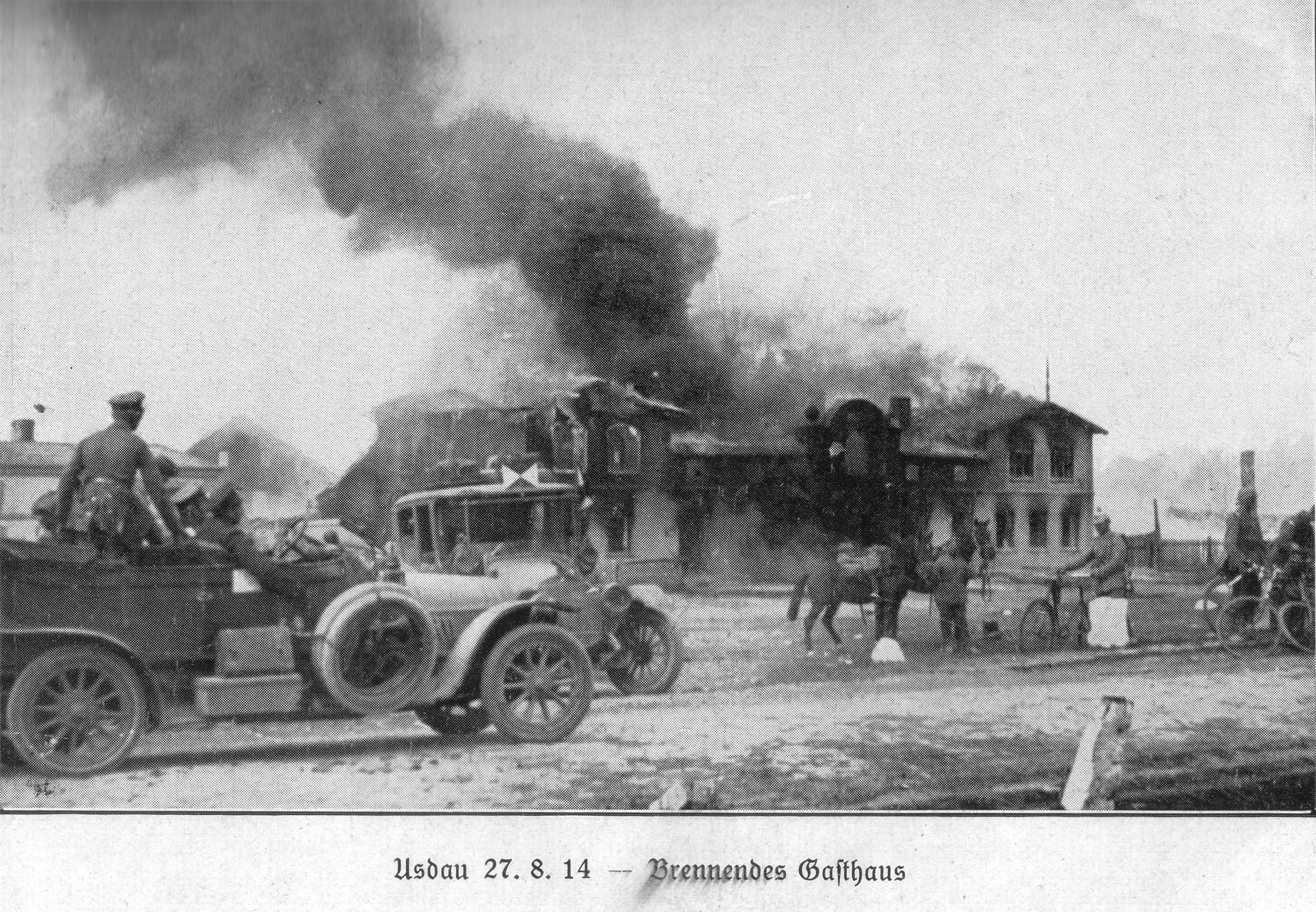
Troupes allemandes près d'Usdau (Uzdowo), 27 août 1914.

### Ordre de bataille

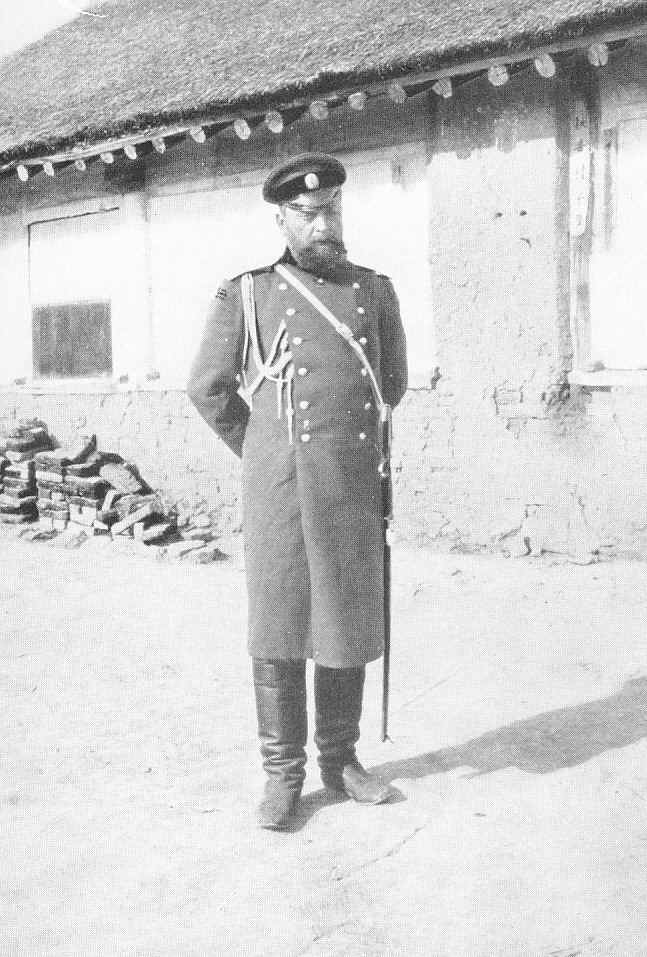
Le général Alexandre Samsonov.

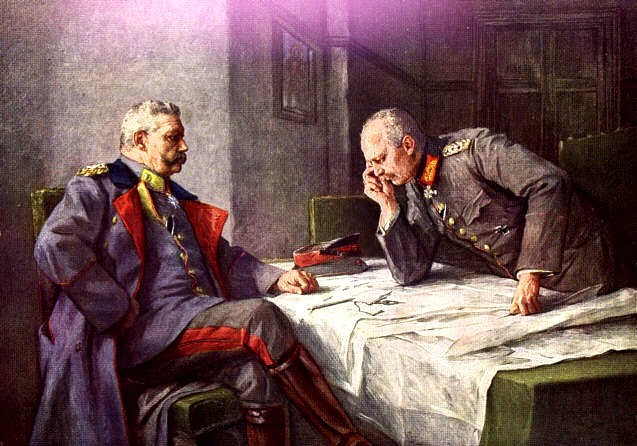
Paul von Hindenburg et Erich Ludendorff, par Hugo Vogel (1928).

#### Russes

##### Première Armée (Rennenkampf)
- Corps III, IV et XX
- 5 brigades de fusiliers
- 5 divisions de cavalerie
- 1 brigade indépendante de cavalerie

##### Seconde Armée (Samsonov)
Pour un article plus général, voir Seconde armée (Empire de Russie).
- Corps I, II, VI XIII, XV, XXIII et Garde
- 1 brigade de fusiliers
- 3 divisions de cavalerie (4,6,15)

Les Russes doivent traverser la Pologne, souvent hostile à leur égard. Ils doivent laisser des unités pour garder les voies de communication. C'est pourquoi les corps d'armée sont bien en deçà de leurs effectifs normaux. On estime qu'il en manque 18 %, rien que pour l'infanterie.

#### Allemands

##### Huitième Armée (Hindenburg)
- Corps I, XVII, XX
- 1er corps de réserve
- Garnisons des forteresses (notamment Königsberg)
- 1 division de cavalerie

Les ratios d'infériorité face aux Russes : ?

## Bilan
La victoire de 1914 disputée dans les environs de Tannenberg permet aux Allemands de combattre en position de force l'armée russe de Paul von Rennenkampf et de la vaincre une semaine plus tard aux lacs Mazures, lors de la première bataille des lacs de Mazurie. L'offensive russe est brisée et le front se maintient jusqu'en 1917.

## Importance symbolique
Le nom de Tannenberg est choisi en référence à la bataille du même nom disputée en 1410 entre l'Ordre Teutonique et la Pologne-Lituanie, bien que les combats aient eu lieu à 45 km du premier champ de bataille. Analysée au regard de la montée des nationalismes du XIXe siècle, les Teutoniques sont assimilés à l'Allemagne et à la civilisation européenne face aux slaves. La bataille de 1914 est alors mise en avant par l'Empire allemand comme une revanche. Pour Hindenburg, « L'infortune de 1410 est vengée sur le champ de bataille d'autrefois »,.
Hindenburg est alors considéré comme un héros, et son nom reste associé à celui de sa victoire, même après la chute de l'Empire allemand. Sa popularité, l'incarnation de l'unité nationale qu'il représente lui permettront d'être élu deux fois Président du Reich. Ses funérailles et son inhumation ont eu lieu au mémorial de Tannenberg en 1934.
Du point de vue russe, si les pertes sont importantes, elles ne remettent pas en question la poursuite de la guerre. Le gros de l'effort russe est dirigé contre l'Autriche-Hongrie afin de soulager la Serbie alliée. L'invasion hâtive de la Prusse-Orientale a en réalité été exigée par la France pour mettre en échec le plan Schlieffen : deux corps d'armée sont retirés du front de l'Ouest pour se battre à l'Est.